# Thou (Loiret)
Thou ist eine französische Gemeinde mit 213 Einwohnern (Stand: 1. Januar 2022) im Département Loiret in der Region Centre-Val de Loire. Sie gehört zum Kanton Gien im Arrondissement Montargis. 

## Geographie
Thou liegt etwa 80 Kilometer ostsüdöstlich von Orléans im Weinbaugebiet des Coteaux du Giennois. An der südlichen Gemeindegrenze verläuft der Fluss Cheuille. Umgeben wird Thou von den Nachbargemeinden Batilly-en-Puisaye im Norden, Faverelles im Osten, Annay im Südosten, Neuvy-sur-Loire im Süden sowie Bonny-sur-Loire im Westen.

## Bevölkerungsentwicklung
| Jahr                       | 1962 | 1968 | 1975 | 1982 | 1990 | 1999 | 2006 | 2018 |
| Einwohner                  | 257  | 235  | 210  | 196  | 244  | 258  | 240  | 224  |
| Quellen: Cassini und INSEE |      |      |      |      |      |      |      |      |

## Sehenswürdigkeiten
- Kirche Saint-Loup
- Schlösser La Chaise, Linière und Thou

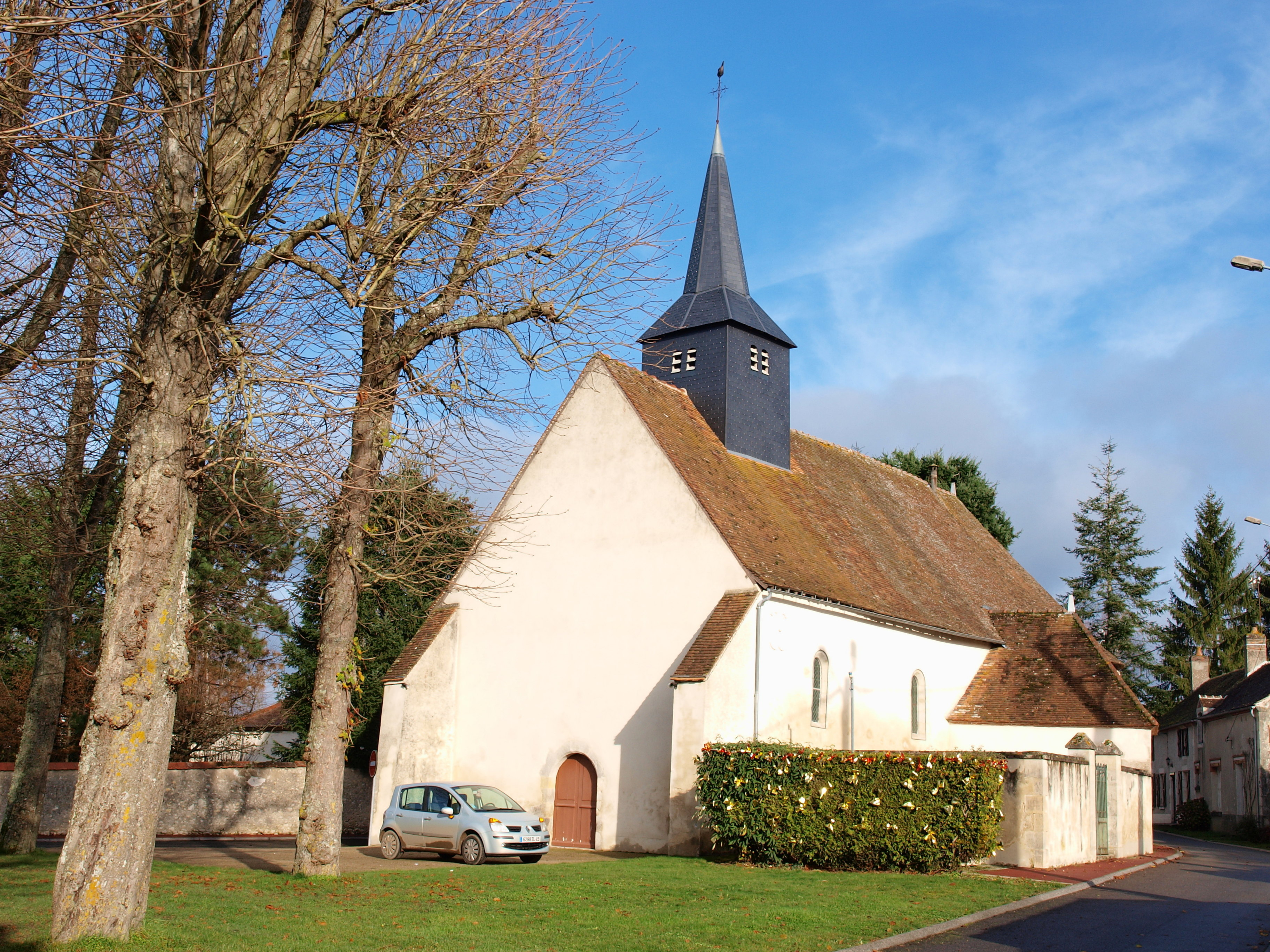
Kirche Saint-Loup